# 蘇屋巴士總站

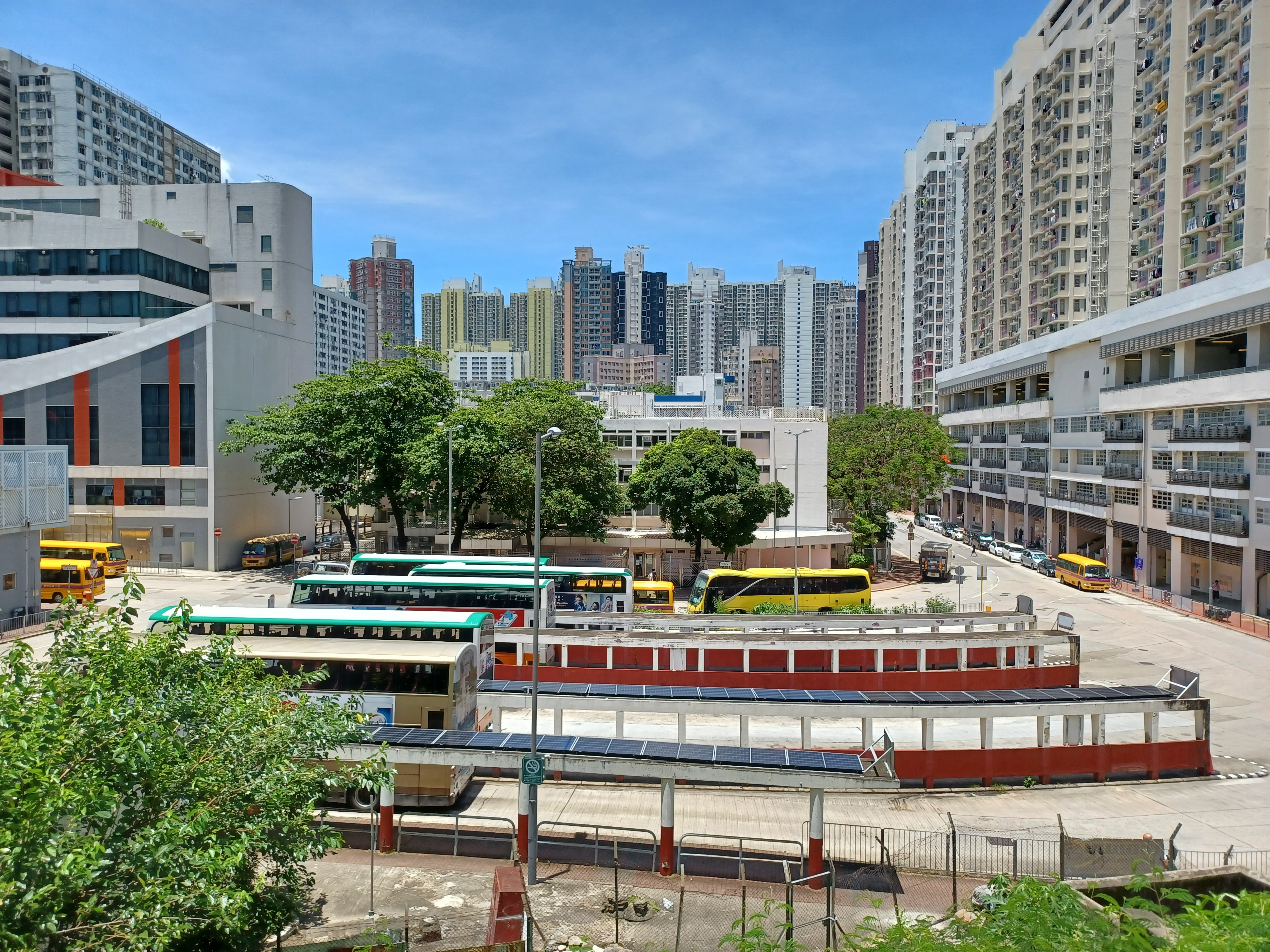
蘇屋巴士總站

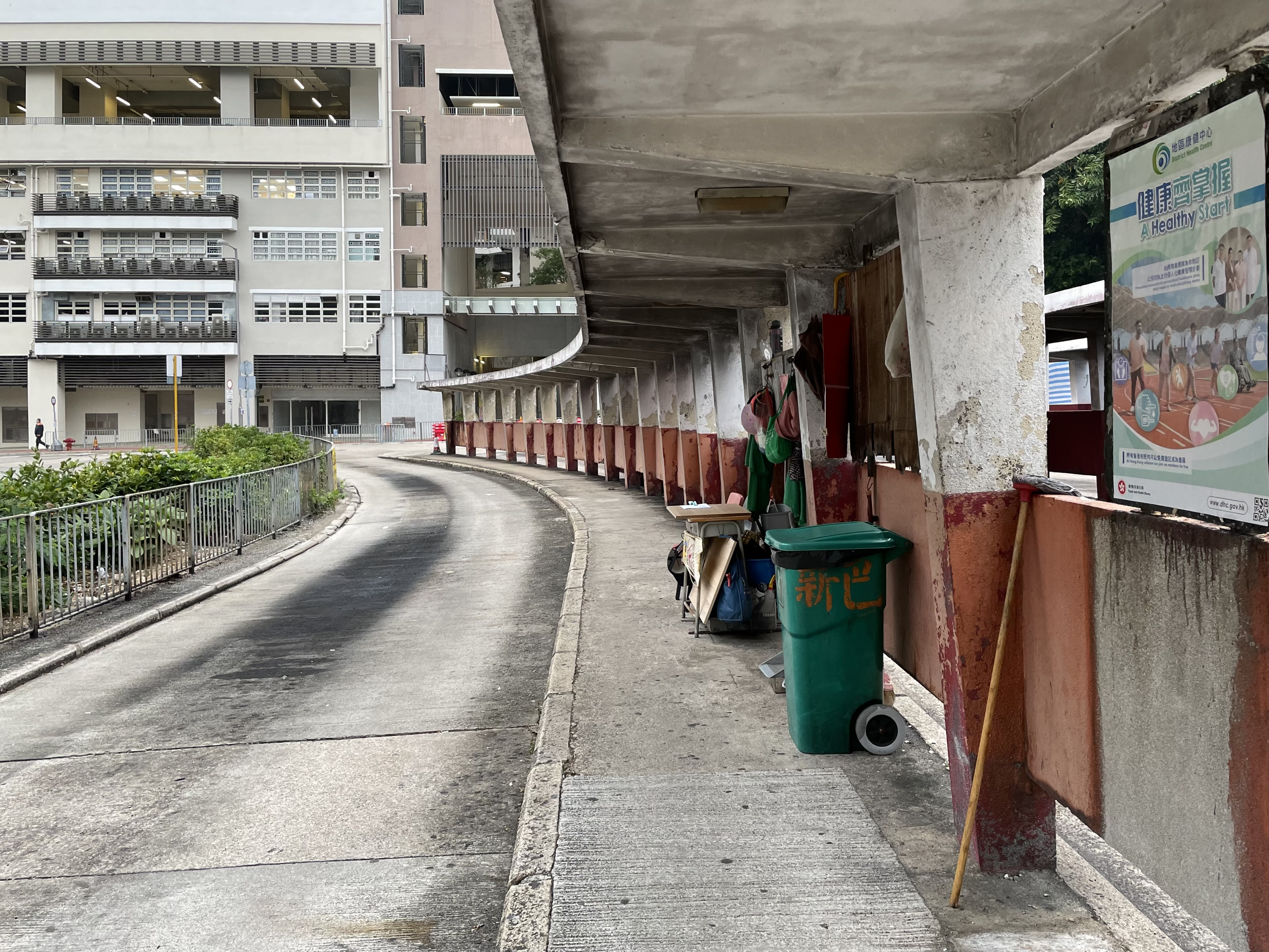
因應車坑形狀成孤型的混凝土候車亭

蘇屋巴士總站是位於香港九龍深水埗區長沙灣的巴士總站，位於長發街及廣利道交界，現時有8條巴士路線以此為總站。

## 歷史
- 1952年12月22日：九巴2A線開辦，當時來往深水埗碼頭及九龍城。
- 1964年3月5日：總站落成並啟用，同日九巴2號線由李鄭屋寶安道總站延伸至本站，當時總站英文名稱為「So Uk Village」。
- 1967年10月14日：九巴2A線由深水埗碼頭延長至蘇屋邨。
- 1975年2月1日：隧巴112線的九龍區總站延長至蘇屋巴士總站。
- 1975年12月17日：隧巴122線投入服務，由蘇屋來往北角碼頭，當時編號為122。
- 1989年6月5日：隧巴122線九龍區總站延長至美孚，表示該線撇出蘇屋巴士總站，但往美孚方向才途經蘇屋巴士總站，反方向則在外面設站。
- 1996年8月18日：九巴2A線由蘇屋邨延長至美孚。
- 1997年5月1日：隧巴970線投入服務。
- 2001年1月22日：隧巴970X線投入服務。
- 2001年9月10日：新巴796C線投入服務，初時來往蘇屋及寶盈花園。
- 2003年3月17日：新巴702線投入服務，當時以蘇屋為總站，深盛路作循環點。
- 2004年8月22日：新巴702線由於客量異常偏低，改以深盛路為總站，不再途經蘇屋。
- 2004年8月23日：新巴702S線投入服務（官方宣佈），但該線當時正值暑假而本線是在學校假期暫停服務，因此並沒有正式服務。
- 2004年9月1日：新巴702S線正式投入服務。
- 2006年12月16日：新巴702線在非繁忙時間繞經蘇屋巴士總站。
- 2007年10月28日：九巴2A線往美孚方向加停廣利道「李鄭屋邨禮讓樓」分站（蘇屋巴士總站對開）。
- 2008年1月14日：新巴796C線總站正式遷往南昌站公共運輸交匯處，並提供南昌站至太子道東的八達通雙向分段收費，方便西九龍新區居民往來九龍城、新蒲崗及將軍澳南，同時令將軍澳南有另一條往來長沙灣工業區的巴士路線選擇，也成為唯一一條設有八達通雙層分段收費的日間新界往來九龍市區巴士路線。
- 2011年7月5日：新巴702線延長路線至又一村（又一城），同時取消每日10:00-16:00繞經保安道及蘇屋邨的措施[2]。
- 2014年2月9日：新巴796C線總站還原至此。
- 2015年9月15日：12米富豪奧林比安最後服役日，僅餘一部用車（3AV337／HH9257）行走112線特別班次並以此站為「終極尾站」，完成該型車21年歷史任務。
- 2016年8月15日：九巴6P線投入服務。
- 2018年7月23日：隧巴X970線投入服務。
- 2020年10月4日：隧巴970X、X970線正式遷往長沙灣（甘泉街）巴士總站。
- 2022年2月28日：新巴795X線投入服務。
- 2022年8月14日：九巴202線取消服務
- 2022年8月21日：
  - 新巴796C及796E線合併為793線。
  - 新巴795X線提升至全日服務。
- 2024年10月7日：九巴6E線投入服務。

## 總站路線資料

### 九龍巴士2號線
- 蘇屋 ↔ 尖沙咀碼頭

日間巴士路線，行走蘇屋及尖沙咀碼頭之間，途經旺角、油麻地、佐敦。

### 九龍巴士6E線
- 蘇屋 ↔ 鯉魚門邨

### 九龍巴士6P線
- 蘇屋 ↔ 鯉魚門邨

### 過海隧道巴士112線
- 北角（百福道） ↔ 蘇屋

日間過海隧道過巴士路線，來往蘇屋及北角（百福道）之間，途經旺角、油麻地、紅磡海底隧道、銅鑼灣、炮台山，由九巴及新巴合辦。

### 城巴701R線
- 香港體育館 → 蘇屋

### 城巴702S線
- 蘇屋邨 ↺ 長沙灣（深盛路）

日間巴士路線，為新巴702線的輔助線，來往蘇屋及富昌邨，為循環線，只於上課日繁忙時間服務，是方便於西九龍新區上學的蘇屋一帶學生而設的巴士服務路線。

### 城巴793線
- 將軍澳工業邨 ↔ 蘇屋邨

於2022年8月21日投入服務，由796C及796E線合併而成，途經日出康城、清水灣半島、將軍澳南、將軍澳市中心、調景嶺、將軍澳隧道、觀塘繞道、九龍灣商貿區、新蒲崗、九龍城、旺角、深水埗、長沙灣。

### 城巴795X線
- 清水灣半島 ↔ 蘇屋邨

於2022年2月28日起投入服務，途經將軍澳南、調景嶺、將軍澳市中心、將軍澳隧道、觀塘繞道、九龍灣、啟德隧道、東九龍走廊、油麻地、旺角、西九龍走廊、美孚及長沙灣。

### 過海隧道巴士970線
- 數碼港 ↔ 蘇屋

日間過海隧道過巴士路線，行走蘇屋及數碼港之間，途經旺角、佐敦、西區海底隧道、薄扶林，由城巴獨自經營。

## 過往路線
- 過海隧道巴士X970線
- 過海隧道巴士970X線
- 九龍巴士202線
- 新巴796C線
- 新巴796E線

## 車坑分佈
| 車坑分佈（以入口最左邊起計） | 車坑分佈（以入口最左邊起計） | 車坑分佈（以入口最左邊起計）       |
| 車坑編號                     | 車坑數目                     | 路線                               |
| ---------------------------- | ---------------------------- | ---------------------------------- |
| 1                            | 單坑                         | 九龍巴士2線                        |
| 2                            | 雙坑                         | 九龍巴士6E、6P線 過海隧道巴士112線 |
| 3                            | 單坑                         | 過海隧道巴士970線                  |
| 4                            | 雙坑                         | 城巴793、795X線                    |

## 外部連結
- 九巴（页面存档备份，存于）
- 蘇屋邨巴士總站 （页面存档备份，存于），城巴／新巴
- 香港巴士大典上的相关条目：蘇屋邨總站